# Maison de Balzac
Maison de Balzac – dom-muzeum oraz była rezydencja francuskiego pisarza Honoré de Balzaca. Muzeum znajduje się w 16. dzielnicy Paryża na ulicy rue Raynouard pod numerem 47. Wstęp jest darmowy. Opłata pobierana jest tylko w trakcie trwania tymczasowych ekspozycji.
Skromna rezydencja z ogrodem oraz dziedzińcem usytuowana jest w paryskim okręgu Passy położonym niedaleko Lasku Bulońskiego. Balzac wynajmował w tej posiadłości mieszkanie w latach 1840–1847. W 1949 roku władze Paryża nabyły budynek i założyły w nim muzeum literackie.
Ze wszystkich domów, posiadłości oraz mieszkań, w których mieszkał Balzac, jedynie Maison de Balzac przetrwał do dziś.
Pięciopokojowy apartament Balzaka znajduje się na najwyższym piętrze budynku. Wejście na piętro znajduje się od ogrodu posiadłości. Tu właśnie powstawał słynny cykl powieściowy Balzaka, Komedia ludzka. W zbiorach muzeum znajdują się rzeczy codziennego użytku należące do Balzaka, w tym m.in. krzesło i biurko w jego sypialni oraz zestaw do parzenia kawy i herbaty otrzymany od jego przyjaciółki Zulmy Carraud w 1832 roku.
W muzeum znajduje się także unikatowy dagerotyp Balzaka autorstwa Louisa-Auguste Bissona oraz portrety olejne Balzaka, jego matki i ojca.
Od 1971 roku na parterze rezydencji mieści się biblioteka zawierająca oryginalne powieści, ilustracje oraz manuskrypty wykonane lub podpisane przez Balzaka. Gromadzi również wycinki oraz artykuły poświęcone Balzakowi w ówczesnych dziennikach i czasopismach.